# ルーク・スレーター
ルーク・スレーター（英: Luke Slater、1968年6月12日 - ）は、イングランドのテクノ・ミュージシャン、DJ、音楽プロデューサー。

## 概要
イングランドのレディングに生まれ、サリーで育つ。1989年に、Translucent名義にてシングル「Momentary Vision」でデビュー。1992年以降、Clementine名義で4枚のシングルを発表。また、プラネタリー・アサルト・システムズ名義、7th Plane名義でも作品を発表。2000年に、フジロックフェスティバル出演。2002年と2003年には、石野卓球主催のレイヴイベントWIREに出演。

## ディスコグラフィ

### ソロ・アルバム
- X-Tront Vol. 2 (1993年)
- 『フリーク・ファンク』 - Freek Funk (1997年)
- 『ワイアレス』 - Wireless (1999年)
- 『オールライト・オン・トップ』 - Alright On Top (2002年)
- 『ファブリック32』 - Fabric 32 (2007年)

### 7th Plain
- My Yellow Wise Rug (1994年)
- The 4 Cornered Room (1994年)

### プラネタリー・アサルト・システムズ
- Archives (1995年)
- The Drone Sector (1997年)
- The Electric Funk Machine (1997年)
- Atomic Funkster (2001年)
- Archives Two (2002年)
- 『テンポラリー・サスペンション』 - Temporary Suspension (2009年)
- The Messenger (2011年)
- Arc Angel (2016年)
- The Light Years Reworks (2017年)
- Sky Scraping (2021年)

### LSD
- Process (2017年) ※EP[3]
- Second Process (2019年) ※EP[4]
- Third Process (2020年) ※EP